# Pingwiny (zespół projektowy)
Pingwiny – zespół polskich architektów związanych przede wszystkim z Warszawą.

## Historia
Grupa powstała w 1948 od wspólnej pracy w Wydziale Urbanistyki Biura Odbudowy Stolicy, a w 1949 przeszli do Centralnego Biura Projektów Architektonicznych i Budowlanych (późniejszy Miastoprojekt Stolica). Tutaj zakończyli działalność w 1952. Po tej dacie część członków grupy działała indywidualnie, a część wróciła do Biura Urbanistycznego Warszawy.
Otwarcie ignorowali socrealizm, jednakże pod presją poprawiali swoje projekty konstruktywistyczne.

## Członkowie
- Stefan Hołówko
- Tadeusz Iskierka
- Konstanty Kokozow
- Mikołaj Kokozow
- Bogumił Płachecki
- Jerzy Wasilewski

## Realizacje

### Warszawa
- Budynek Powszechnego Zakładu Ubezpieczeń Wzajemnych (1949–1951)
- Ośrodek Sportowy Budowlanych (1948–1956)
- Główny Instytut Pracy (1950–1953)
- Gmach Centrali Ogrodniczej (1948–1950)

### Inne lokalizacje
- Budynek na stadionie Stali w Poznaniu (1956)
- Polski pawilon wystawowy na targach w Zagrzebiu (1956)[2]

## Konkursy 1948–1949
- Projekt na gmach Narodowego Banku Polskiego
- Projekt na Powszechny Dom Towarowy
- Projekt na Ministerstwo Bezpieczeństwa Publicznego